# Список полных кавалеров ордена Трудовой Славы/Ф
В настоящем списке представлены в алфавитном порядке полные кавалеры ордена Трудовой Славы, чьи фамилии начинаются с буквы «Ф». Список содержит информацию о датах Указов о присвоении звания, профессии награждённых, дате рождения и дате смерти. В настоящее время список не является завершённым и нуждается в дополнениях и уточнениях.
| №  | Фамилия, имя, отчество        | Даты жизни              | Профессия | Дата Указа и номер ордена                                                  | ГС        |
| -- | ----------------------------- | ----------------------- | --- | -------------------------------------------------------------------------- | --------- |
| 1  | Фастов, Евгений Николаевич    | 18.12.1937 — 20.10.2023 | Бригадир комплексной бригады строительного управления № 19 треста Мосстрой № 4 Главмоспромстроя, гор. Москва | 3 ст. 17.01.1975 № 1074 2 ст. 16.07.1980 № 4035 1 ст. 18.07.1984 № 94      | [ ГС 1 ]  |
| 2  | Фатеев, Юрий Николаевич       | род. 1940               | Бригадир проходчиков Прокопьевского шахтопроходческого управления комбината «Кузбассшахтострой» Министерства угольной промышленности СССР, Кемеровская область                                                                  | 3 ст. 21.04.1975 № 47858 2 ст. 02.03.1981 № 11468 1 ст. 29.04.1986 № 256   |           |
| 3  | Фатхуллин, Данил Зияфович     | род. 02.01.1949         | Бригадир комплексной бригады Казанского химического завода имени В. И. Ленина Министерства машиностроения СССР, Татарская АССР                                                                                                  | 3 ст. 29.03.1976 № 317695 2 ст. 10.03.1981 № 11908 1 ст. 30.05.1987 № 611  | [ ГС 2 ]  |
| 4  | Федоренков, Виталий Антонович | 27.03.1938 — 09.07.2017 | Машинист горных выемочных машин шахты «Южная» производственного объединения «Воркутауголь» Министерства угольной промышленности СССР, Коми АССР                                                                                 | 3 ст. 21.04.1975 № 42490 2 ст. 02.03.1981 № 11303 1 ст. 29.04.1986 № 250   | [ ГС 3 ]  |
| 5  | Федорец, Григорий Васильевич  | 03.01.1919 — ????       | Скульптор, гор. Киев | 3 ст. 23.03.1976 № 155087 2 ст. 07.08.1981 № 15623 1 ст. 22.08.1986 № 0587 |           |
| 6  | Фёдоров, Виктор Петрович      | род. 1936               | Тракторист колхоза «Россия» Таловского района Воронежской области | 3 ст. 23.12.1976 № 303981 2 ст. 12.03.1982 № 12075 1 ст. 06.08.1990 № 731  | [ ГС 4 ]  |
| 7  | Фёдорова, Галина Николаевна   | род. 01.01.1946         | Бригадир маляров строительного управления отделочных работ № 230 строительного треста № 48 Министерства строительства СССР, гор. Новгород                                                                                       | 3 ст. 04.03.1976 № 294839 2 ст. 19.03.1981 № 10372 1 ст. 09.07.1986 № 385  | [ ГС 5 ]  |
| 8  | Федорцов, Григорий Иванович   | род. 11.01.1933         | Фрезеровщик Гомельского завода торгового оборудования Белорусского союза потребительских обществ | 3 ст. 16.03.1976 № 188433 2 ст. 13.04.1981 № 17370 1 ст. 16.07.1986 № 459  |           |
| 9  | Федотов, Пётр Алексеевич      | 1948 — ????             | Слесарь Волгоградского тракторного завода имени Ф. Э. Дзержинского производственного объединения «Волгоградский тракторный завод имени Ф. Э. Дзержинского» Министерства тракторного и сельскохозяйственного машиностроения СССР | 3 ст. 04.05.1975 № 100862 2 ст. 13.06.1980 № 4850 1 ст. 10.06.1986 № 318   | [ ГС 6 ]  |
| 10 | Федотов, Семён Егорович       | 20.03.1936 — 02.06.2017 | Машинист экскаватора управления механизации № 4 Братскгэсстроя Министерства энергетики и электрификации СССР, гор. Усть-Илимск Иркутской области                                                                                | 3 ст. 29.08.1975 № 149005 2 ст. 31.03.1981 № 10220 1 ст. 29.04.1986 № 213  | [ ГС 7 ]  |
| 11 | Федотова, Анна Андреевна      | род. 1937               | Доярка совхоза «Ранна» Харьюского района Эстонской ССР | 3 ст. 14.02.1975 № 28711 2 ст. 27.12.1976 № 2976 1 ст. 11.09.1985 № 156    |           |
| 12 | Филякина, Валентина Ивановна  | род. 1945               | Мотористка топливоподачи Рефтинской ГРЭС районного энергетического управления «Свердловэнерго» Главуралэнерго Министерства энергетики и электрификации СССР, Свердловская область                                               | 3 ст. 22.04.1975 № 63678 2 ст. 31.03.1981 № 8058 1 ст. 29.04.1986 № 217    | [ ГС 8 ]  |
| 13 | Фитьо, Анастасия Петровна     | род. 08.02.1945         | Доярка совхоза «Степной» Киевского военного округа, Криворожский район Днепропетровской области | 3 ст. 14.02.1975 № 11281 2 ст. 24.03.1981 № 18781 1 ст. 16.07.1986 № 478   | [ ГС 9 ]  |
| 14 | Фомилко, Алексей Николаевич   | 1937 — 04.11.2008       | Тракторист плодосовхоза «Александровский» Александровского района Ставропольского края | 3 ст. 23.12.1976 № 235774 2 ст. 06.06.1984 № 5560 1 ст. 03.12.1991 № 970   | [ ГС 10 ] |
| 15 | Фомин, Владимир Кириллович    | род. 1935               | Разливщик металла научно-производственного объединения «Джезказганцветмет» имени К. П. Сатпаева Министерства металлургии СССР, Джезказганская область                                                                           | 3 ст. 21.04.1975 № 143624 2 ст. 02.03.1981 № 12849 1 ст. 18.10.1990        |           |
| 16 | Франченко, Борис Миронович    | род. 10.04.1938         | Тракторист совхоза «Ждановичский тепличный комбинат» Минского района Минской области | 3 ст. 14.02.1975 № 3733 2 ст. 16.03.1981 № 17437 1 ст. 07.07.1986 № 378    | [ ГС 11 ] |